# Rydhave (Vinderup)
 For alternative betydninger, se Rydhave. (Se også artikler, som begynder med Rydhave)
Rydhave er en gammel herregård 3 km sydøst for Venø Bugt, nær Vinderup og Handbjerg.   De første dokumenter om Rydhave er fra 1377, da Albert Andersen Eberstein og hans farbror, Henrik Albertsen, nævnes at have pantsat gården til Hr. Aage Hethesen Puder.

## Hovedbygningen
Hovedbygningen er til dels omgivet af grave, der består af fire fløje med kamgavle og ved hovedfløjen et højt ottekantet tårn med spir. De tre fløje er med kældre, den ene fløj er opført i midten af det 19. århundrede, mens de andre stammer fra slutningen af det 16. og midten af 17. århundrede. Mellem tårnet og den ene fløj er en muret portbue, der lukker for borggården. Ladebygningerne er fra 1850.

## Nuværende brug
Rydhave blev i 2017 renoveret, anvendes til Bed&Breakfast og udlejning til virksomheder og private. Virksomhederne kan afholde konferencer, møder og teambuilding, mens private kan afholde bryllup, barnedåb, konfirmation etc.

## Ejere
- omkring 1300 - Albert Andersen Eberstein og Henrik Albertsen
- ???? - Axel Nielsen Rosenkrantz (17. marts 1472 - 4. februar 1551)[3] Rydhave 1865
- 1551 - Niels Axelsen Rosenkrantz (29. september 1505 - 1581, søn af Axel Nielsen Rosenkrantz)
- 1581 - Timme Rosenkrantz (ca. 1540 - 11. oktober 1592)
- 1592 - Birgitte Rosenkrantz
- 1606 - Anne Nielsdatter Kaas (datter af Birgitte Rosenkrantz)
- 1615 - Anna Nielsdatter Lykke (2. november 1568 - 20. marts 1645) Claus Maltesen Sehesteds enke køber Rydhave
- 1645 - Malte Clausen Sehested (søn af Anna Nielsdatter Lykke)
- 1661 - Margrethe Reedtz (enke efter Malte Clausen Sehested)
- 1693 - Frederik Sehested (søn af Margrethe Reedtz)
- 1726 - Birgitte Sophie Sehested (enke af Frederik Sehested, død i 1755)
- 1753 - Jens Sehested (1710 - 1773, oberstløjtnant og søn af Birgitte Sophie Sehested)
- 1773 - Elisabeth Birgitte Sehested (1727 - 1855, enke efter Jens Sehested og gift med Frederik von Numsen i 1775)
- 1783 - Niels Sehested (1756 - 1821)[4]
- 1825 - Niels Sehesteds kreditorer solgte den 1825 til Viborg Stiftsamt for 6100 Rd.
- 1828 - Henning Peter Bracht for 11.000 Rd.[5]
- 1856 - Karl Vilhelm August Christensen for 75.000 Rd.
- 1858 - Lensgreve dr. fil. Raben (-1875) for 100.000 Rd.
- 1872 - Hofjægermester og greve Frederik Vilhelm Steen Danneskiold-Samsøe[6]
- 1895 - Eugenie Frederikke Charlotte Clara Danneskiold-Samsøe (gift med Frederik V.S. Danneskiold-Samsøe)
- 1910 - Udstykket
- ? - fru Jo Jacobsen
- 1923 - rentier O. Skibild, Ringkøbing[7]
- senest 1948 - brødrene Kr. Elmholdt og Svenning Elmholdt[8][9]
- 1956 - Hovedbygning og park blev erhvervet af efterskolen Rydhave Slots Efterskole[10]